# Larry Fogle
Larry Fogle (Brooklyn, Nueva York, 19 de marzo de 1993) es un exjugador de baloncesto estadounidense que disputó dos partidos en la NBA, continuando su carrera en la CBA. Con 1,98 metros de estatura, lo hacía en la posición de escolta.

## Trayectoria deportiva

### Universidad
Tras jugar un año en la Universidad de Louisiana–Lafayette, jugó durante dos temporadas con los Golden Griffins de la Canisius College, donde promedió 23,9 puntos y 10,5 rebotes por partido. Posee varios récords de su ninversidad, entre ellos el de más anotación en un partido, con 55 puntos, siendo el autor además de 7 de las nueve mejores anotaciones. En su última temporada fue el máximo anotador de la División I de la NCAA, Fue también incluido en el segundo mejor quinteto All-America.

### Profesional
Fue elegido en la trigésimo cuarta posición del Draft de la NBA de 1975 por New York Knicks, y también en la quinta ronda del Draft de la ABA por los Spirits of St. Louis, fichando por los primeros. Pero no contó con la confianza de su entrenador, Red Holzman, participando únicamente en dos partidos en los que consiguió una única canasta.
En 1977 llegó a fichar con los Utah Jazz, con los que realizó la pretemporada, pero fue despedido antes del comienzo de la competición. El resto de su carrera la pasó en los Rochester Zeniths de la CBA, con los que ganó el título de campeón en 1979, siendo elegido ese año MVP de las finales junto a Larry McNeill.

## Estadísticas de su carrera en la NBA

### Temporada regular
| Temporada | Edad | Equipo          | Liga | P | TIT | MIN | TC  | TCA | %TC  | 3P | 3PA | %3P | TL  | TLA | %TL | R.OF. | R.DEF. | REB | ASIS | ROB | TAP | PER | FP  | PTS |
| 1975-76   | 22   | New York Knicks | NBA  | 2 |     | 7.0 | 0.5 | 2.5 | .200 |    |     |     | 0.0 | 0.0 |     | 0.5   | 1.0    | 1.5 | 0.0  | 0.5 | 0.0 |     | 2.0 | 1.0 |
| Total     |      |                 | NBA  | 2 |     | 7.0 | 0.5 | 2.5 | .200 |    |     |     | 0.0 | 0.0 |     | 0.5   | 1.0    | 1.5 | 0.0  | 0.5 | 0.0 |     | 2.0 | 1.0 |